# Federico II di Brandeburgo
Federico II di Hohenzollern, detto Dente di Ferro (Eisenzahn) (Tangermünde, 19 novembre 1413 – Neustadt an der Aisch, 10 febbraio 1471), fu principe elettore di Brandeburgo dal 1440 fino alla sua abdicazione nel 1470.

## Biografia
Federico II nacque a Tangermünde da Federico I, primo reggente del Brandeburgo della dinastia degli Hohenzollern, e di sua moglie Elisabetta di Baviera-Landshut. Suoi nonni materni furono Federico di Baviera e Maddalena Visconti. Quest'ultima era figlia di Bernabò Visconti e di Beatrice della Scala.
Tra i fratelli di Federico vi erano Giovanni l'Alchimista e Alberto III, entrambi governatori del Brandeburgo come margravi.
Quando Federico I si ritirò nel 1437, ricompensò il suo figlio maggiore Giovanni con il principato di Bayreuth mentre Federico II assunse il governo di Brandeburgo. Diversamente da suo padre, si è allontanato dalla politica imperiale e si è concentrato sui suoi sforzi per pacificare la nobiltà e le città dell'elettorato. Le liti con la città di Berlino iniziarono nel 1440 con il suo progetto di costruire una nuova residenza sull'isola Cölln del fiume Sprea. Nello stesso anno istituì l'ordine cavalleresco del Cigno.

## Matrimonio
Nel 1421, all'età di 8 anni, Federico venne promesso in sposo alla principessa Jadwiga di Lituania, ma ella morì dieci anni dopo, l'8 dicembre 1431, prima che il matrimonio potesse aver luogo. Si pensa che sia stata avvelenata dalla matrigna Sofia Alšėniškė.
L'11 giugno 1441, Federico II sposò Caterina di Sassonia, figlia di Federico I, Elettore di Sassonia e di Caterina di Braunschweig-Lüneburg.
Ebbero quattro figli:
- Dorotea (1446-1519), sposò il duca Giovanni V di Sassonia-Lauenburg;
- Margherita (1450-1489), sposò il duca Boghislao X di Pomerania;
- Giovanni (1452-1454);
- Erasmo (1453-1465).

## Morte
Nel 1454 e nel 1455, concluse i Trattati di Cölln e Mewe e quindi riacquistò il Neumark dallo stato dell'Ordine Teutonico. Stanco della lunga lotta con il ducato di Pomerania, abdicò nel 1470 in favore del fratello minore Alberto Achille, si ritirò nel Principato di Bayreuth e morì il 10 febbraio 1471 a Neustadt an der Aisch. 

## Ascendenza
|                                |                       |                           | Genitori                               |  |  | Nonni |  |  | Bisnonni                  |  |  | Trisnonni                 |  |
|                                |                       |                           |                                        |  |  |       |  |  | Giovanni II di Norimberga |  |  | Federico IV di Norimberga |  |
|                                |                       |                           |                                        |  |  |       |  |  | Giovanni II di Norimberga |  |  | Federico IV di Norimberga |  |
|                                |                       | Margherita di Carinzia    |                                        |  |  |       |  |  | Giovanni II di Norimberga |  |  |                           |  |
| Federico V di Norimberga       |                       |                           |                                        |  |  |       |  |  | Giovanni II di Norimberga |  |  |                           |  |
|                                |                       | Elisabetta di Henneberg   | Bertoldo VII di Henneberg-Schleusingen |  |  |       |  |  |                           |  |  |                           |  |
|                                |                       | Elisabetta di Henneberg   | Bertoldo VII di Henneberg-Schleusingen |  |  |       |  |  |                           |  |  |                           |  |
|                                |                       | Elisabetta di Henneberg   | Adelaide d'Assia                       |  |  |       |  |  |                           |  |  |                           |  |
| Federico I di Brandeburgo      |                       | Elisabetta di Henneberg   |                                        |  |  |       |  |  |                           |  |  |                           |  |
|                                |                       | Federico II di Meißen     | Federico I di Meißen                   |  |  |       |  |  |                           |  |  |                           |  |
|                                |                       | Federico II di Meißen     | Federico I di Meißen                   |  |  |       |  |  |                           |  |  |                           |  |
|                                |                       | Federico II di Meißen     | Elisabetta di Lobdeburg                |  |  |       |  |  |                           |  |  |                           |  |
| Elisabetta di Meißen           |                       | Federico II di Meißen     |                                        |  |  |       |  |  |                           |  |  |                           |  |
|                                |                       | Matilde di Baviera        | Ludovic IV del S.R.I.                  |  |  |       |  |  |                           |  |  |                           |  |
|                                |                       | Matilde di Baviera        | Ludovic IV del S.R.I.                  |  |  |       |  |  |                           |  |  |                           |  |
|                                |                       | Matilde di Baviera        | Beatrice di Slesia-Glogau              |  |  |       |  |  |                           |  |  |                           |  |
| Federico II di Brandeburgo     |                       | Matilde di Baviera        |                                        |  |  |       |  |  |                           |  |  |                           |  |
|                                | Stefano II di Baviera | Ludovico IV il Bavaro     |                                        |  |  |       |  |  |                           |  |  |                           |  |
|                                | Stefano II di Baviera | Ludovico IV il Bavaro     |                                        |  |  |       |  |  |                           |  |  |                           |  |
|                                | Stefano II di Baviera | Beatrice di Slesia-Glogau |                                        |  |  |       |  |  |                           |  |  |                           |  |
| Federico di Baviera-Landshut   | Stefano II di Baviera |                           |                                        |  |  |       |  |  |                           |  |  |                           |  |
|                                |                       | Isabella d'Aragona        | Federico III d'Aragona                 |  |  |       |  |  |                           |  |  |                           |  |
|                                |                       | Isabella d'Aragona        | Federico III d'Aragona                 |  |  |       |  |  |                           |  |  |                           |  |
|                                |                       | Isabella d'Aragona        | Eleonora d'Angiò                       |  |  |       |  |  |                           |  |  |                           |  |
| Elisabetta di Baviera-Landshut |                       | Isabella d'Aragona        |                                        |  |  |       |  |  |                           |  |  |                           |  |
|                                |                       | Bernabò Visconti          | Stefano Visconti                       |  |  |       |  |  |                           |  |  |                           |  |
|                                |                       | Bernabò Visconti          | Stefano Visconti                       |  |  |       |  |  |                           |  |  |                           |  |
|                                |                       | Bernabò Visconti          | Valentina Doria                        |  |  |       |  |  |                           |  |  |                           |  |
| Maddalena Visconti             |                       | Bernabò Visconti          |                                        |  |  |       |  |  |                           |  |  |                           |  |
|                                |                       | Beatrice della Scala      | Mastino II della Scala                 |  |  |       |  |  |                           |  |  |                           |  |
|                                |                       | Beatrice della Scala      | Mastino II della Scala                 |  |  |       |  |  |                           |  |  |                           |  |
|                                |                       | Beatrice della Scala      | Taddea da Carrara                      |  |  |       |  |  |                           |  |  |                           |  |
|                                |                       | Beatrice della Scala      |                                        |  |  |       |  |  |                           |  |  |                           |  |